# 特拉凱半島城堡

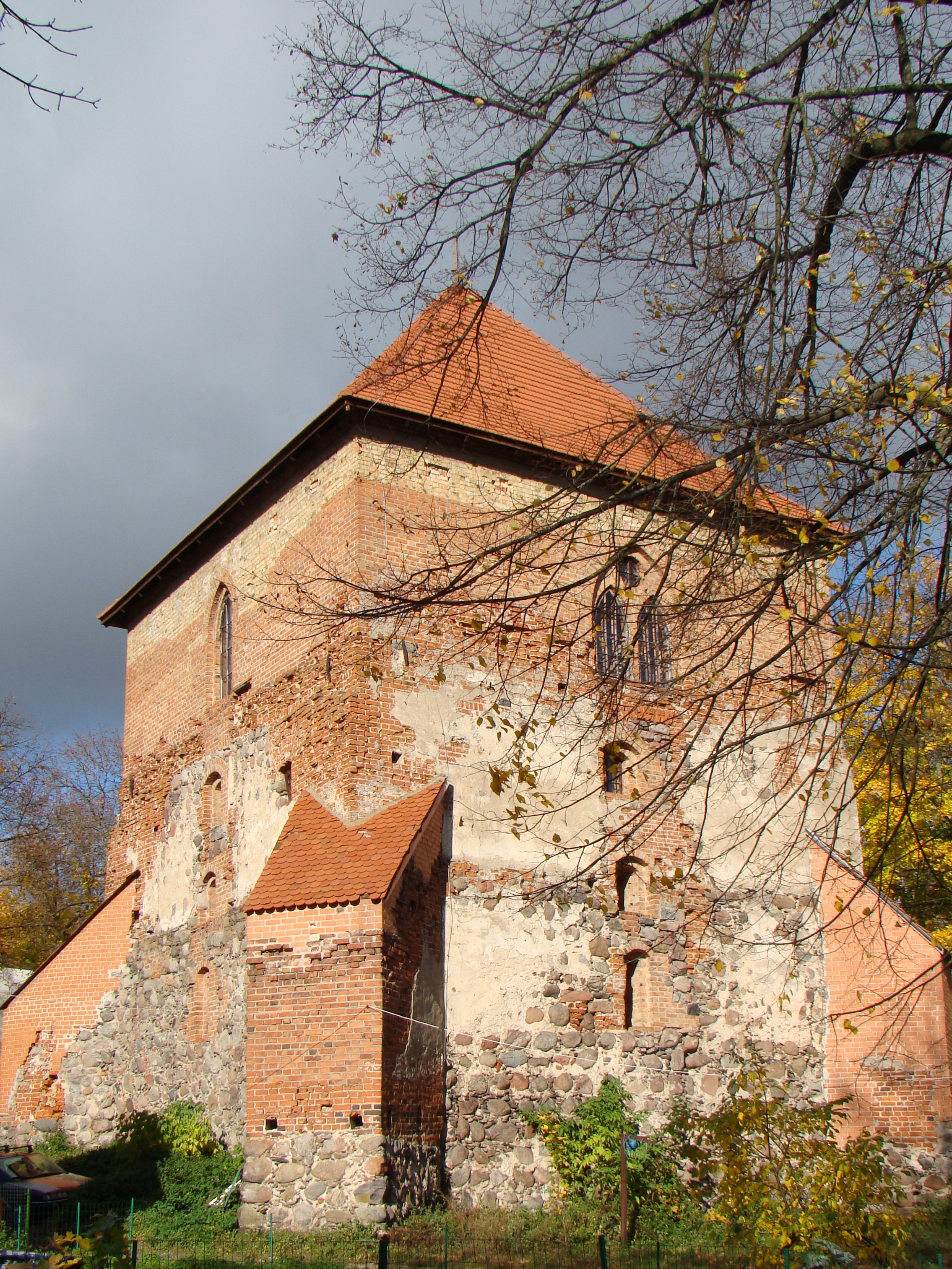

特拉凱半島城堡是立陶宛城市特拉凱的一座城堡。這座城堡位於一座半島上，修建於1350年至1377年，曾是防衛特拉凱和維爾紐斯的重要據點。 